# Antonio Stankov
Antonio Stankov (Macedonisch: Антонио Станков) (Štip, 19 februari 1991) is een Macedonisch voetballer met tevens de Nederlandse nationaliteit die als verdediger speelt.

## Carrière
Stankov speelde tot de B-jeugd bij VV Swalmen. Hij maakte de overstap als A-junior naar SVC 2000 in Maasniel, waar hij ook in het eerste elftal speelde. In het seizoen 2008/09 vertrok hij naar Roda JC, waar hij in de jeugdopleiding terechtkwam. In het seizoen 2010/11 zat hij bij de selectie van het eerste elftal maar debuteerde niet. In het seizoen 2011/12 wordt hij verhuurd aan FC Oss. Op 5 augustus 2011 maakte hij zijn debuut in de thuiswedstrijd tegen Helmond Sport waarbij hij twee doelpunten maakte. In de seizoenen 2012/13 en 2013/14 speelde hij op amateurbasis voor MVV Maastricht. In het seizoen 2014/2015 komt hij uit voor het Deense Viborg FF, waar ook tweelingbroer Aleksandar onder contract staat. In het seizoen 2015/16 werd hij verhuurd aan Vejle BK. In januari 2017 sloot hij na een succesvolle stage aan bij Achilles '29.
Ook zijn tweelingbroer Aleksandar speelde bij Roda. Beide Stankovs speelde ook voor Macedonië onder 19 en Macedonië onder 21.

## Statistieken
| Seizoen                  | Club           | Competitie     | Competitie | Competitie | Overig | Overig | Beker | Beker | Totaal | Totaal |
| Seizoen                  | Club           | Competitie     | Wed.       | Dlp.       | Wed.   | Dlp.   | Wed.  | Dlp.  | Wed.   | Dlp.   |
| ------------------------ | -------------- | -------------- | ---------- | ---------- | ------ | ------ | ----- | ----- | ------ | ------ |
| 2010/2011                | Roda JC        | Eredivisie     | 0          | 0          | —      | —      | 0     | 0     | 0      | 0      |
| 2011/2012                | → TOP Oss      | Eerste divisie | 15         | 2          | —      | —      | 1     | 0     | 16     | 2      |
| 2012/2013                | MVV Maastricht | Eerste divisie | 30         | 3          | 2      | 0      | 1     | 0     | 33     | 0      |
| 2013/2014                | MVV Maastricht | Eerste divisie | 25         | 3          | —      | —      | 1     | 0     | 26     | 3      |
| 2014/2015                | Viborg FF      | 1. division    | 16         | 0          | —      | —      | 1     | 0     | 17     | 0      |
| 2015/2016                | → Vejle BK     | 1. division    | 22         | 0          | —      | —      | 0     | 0     | 22     | 0      |
| 2016/2017                | Achilles '29   | Eerste divisie | 16         | 3          | —      | —      | 0     | 0     | 16     | 3      |
| 2017/2018                | FC Dordrecht   | Eerste divisie | 32         | 1          | 4      | 0      | 1     | 0     | 37     | 1      |
| 2018/2019                | FC Dordrecht   | Eerste divisie | 33         | 1          | —      | —      | 1     | 0     | 34     | 1      |
| Carrièretotaal           | Carrièretotaal | Carrièretotaal | 189        | 13         | 6      | 0      | 6     | 0     | 201    | 13     |
| Bijgewerkt op 8 mei 2019 |                |                |            |            |        |        |       |       |        |        |